# Pacy-sur-Eure
Pacy-sur-Eure é uma comuna francesa na região administrativa da Normandia, no departamento de Eure. Estende-se por uma área de 13,55 km². Em 2010 a comuna tinha 5 196 habitantes (densidade: 383,5 hab./km²).